# Бердоносов, Сергей Серафимович
Сергей Серафимович Бердоносов (15 июля 1939, Москва — 3 апреля 2024, Москва) — советский и российский радиохимик, учёный и преподаватель химии. Большую часть жизни посвятил обучению студентов и школьников на Химическом факультете МГУ и в школе № 171. Проводил активную научную деятельность на кафедре радиохимии, за что был награждён Государственной премией СССР в 1989 году.

## Биография
Родился 15 июля 1939 года в семье Серафима Алексеевича и Анны Дмитриевны Бердоносовых.
В военные годы семья переехала жить на дачу в посёлок Кратово Московской области. После возвращения отца с фронта стали жить в коммунальной квартире недалеко от центра Москвы, впятером в одной комнате. Через 9 лет после Сергея в семье Бердоносовых родился второй сын, Алексей, который в дальнейшем работал военным-связистом на дальнем востоке.
В 1956 году Сергей Серафимович окончил среднюю школу с золотой медалью, затем с отличием закончил химический факультет МГУ имени М. В. Ломоносова в 1961 году. На четвёртом курсе обучения в университете встретил свою будущую жену Дину Андрееву, с которой затем прожил большую часть жизни. Постоянно работал на нескольких работах одновременно: на кафедре радиохимии химического факультета МГУ и в школе № 171, также над многими проектами и заказами, в том числе государственными.
В 1964 году защитил кандидатскую диссертацию, в 2003 году — докторскую диссертацию по теме: «Радиохимическое изучение десублимации и новые подходы к определению физико-химических характеристик веществ и материалов».
Продолжал работать вплоть до 2017 года, после чего ушёл на пенсию.
Скончался 3 апреля 2024 года в возрасте 84 лет.

## Научные исследования
Бердоносов разрабатывал новые приёмы использования радионуклидов при проведении исследований в неорганической и физической химии.
Вместе со своими сотрудниками, аспирантами и студентами предложил способ получения стабильного красного фосфора из белого.
Обнаружил образование новых соединений FeZrCl6 и аналогичных двойных галогенидов циркония (гафния) и железа при нагревании MHal4 и FeHal3.
По данным о равновесной сокристаллизации MdCl с NaCl и KCl рассчитал радиус Md+ (1,17 А).
Обнаружил образование полых субмикрочастиц при термогидролизе паров безводного AlCl3, а также образование полых шарообразных микрочастиц при десублимации ряда неорганических соединений во влажной атмосфере.

## Педагогическая деятельность
С 1975 по 2012 год был ответственным за работу химических классов московской средней школы № 171 и преподавал химию в этих классах. Бердоносов обучил несколько поколений химиков. В число учеников Сергея Серафимовича входят А. Г. Мажуга, ректор РХТУ им. Д. И. Менделеева, О. А. Донцова, заведующая кафедрой химии природных соединений химического факультета МГУ, академик РАН и многие другие химики. Также Сергей Серафимович был руководителем и преподавателем «Школы юного химика» при химическом факультете МГУ с 1970 по 2003 год. Автор и преподаватель нескольких учебных курсов по неорганической химии, основам радиохимии и радиоэкологии для студентов.
Сергей Серафимович писал статьи и выступал с докладами о работе в школе и о поддержании интереса к химии у учеников старшей школы.

## Основные труды
Автор и соавтор более 150 научных статей, более чем 15 учебников и учебных пособий для студентов радиохимиков, а также учащихся 8 −11 классов средней школы и пособий по химии для поступающих в вузы. Состоял в редколлегии журнала «Химия в школе» с 1972 года.
- Бердоносов С. С., Менделеева Е. А. Химия. Современное учебное пособие для школьников и абитуриентов. Илекса Москва, 2013. 352 с
- Бердоносов С. С., Менделеева Е. А. Химия. Новейший справочник. Махаон Москва, 2006. 386 с.
- Химия. Школьная энциклопедия. Под ред. Ю. А. Золотова / С. С. Бердоносов, И. А. Леенсон, Г. В. Лисичкин, и. др. Дрофа. Большая Российская энциклопедия Москва, 2003. 872 с.
- Бердоносов С. С., Лисичкин Г. В., Мелихов И. В. Экологический букварь от А до Я. Экоиздат Москва, 1993. 72 с.
- Лукьянов В. Б., Бердоносов С. С, Богатырев И. О.и др. Радиоактивные индикаторы в химии. Основы метода. Высшая школа Москва, 1985. 287 с.
- Бердоносов С. С. Инертные газы вчера и сегодня. Просвещение М, 1966. 111 с.
- Бердоносов С. С. Нехожеными тропами: рассказы о химии. Молодая гвардия М, 1965. 240 с.
- Бердоносов С. С., Власов Л. Г. Применение радиоактивных изотопов: пособие для учителей. Просвещение М, 1964. 120 с.

## Награды, достижения, звания
- 1989 — Лауреат Государственной премии СССР.
- 2001 — Лауреат премии им. М. В. Ломоносова за педагогическую деятельность.
- 2011 — Лауреат премии фонда «Династия» в номинации «За выдающиеся заслуги в образовании».
- 2014 — Лауреат премии госкорпорации «Росатом» «За вклад в развитие атомной отрасли 1 степени».

Являлся учителем высшей квалификационной категории и заслуженным преподавателем МГУ. Неоднократно являлся получателем грантов Фонда Сороса.

## Семья
Большую часть жизни Сергей Серафимович прожил вместе со своей женой, Диной Георгиевной Бердоносовой (Андреевой) (1939—2014), родившейся в Кировограде, Украина. Они учились и работали вместе на химическом факультете МГУ. 18 марта 1961 года поженились, устроив комсомольскую свадьбу в Главном здании МГУ. В браке были более 50 лет. Сейчас Серафимович имел двух сыновей, Андрея и Петра, и троих внуков. Старший сын, Андрей Сергеевич, стал врачом-анестезиологом, год работал врачом в экспедиции в Антарктиде в 2012—2013 году. Снял фильм «Особо охраняемый район 127», посвященный пингвинам, которые там обитают. Пётр Сергеевич работает на кафедре неорганической химии химического факультета МГУ.